# Morsárfoss
Morsárfoss – islandzki wodospad uznawany przez niektóre źródła za najwyższy na wyspie osiągający 239 m wysokości, wyższy niż dotychczas podawany w oficjalnych źródłach wodospad Glymur (198 m). 
Wodospad tworzy kilka strug wód z topniejącego lodowca Morsárjökull (jęzor lodowcowy w południowej części lodowca Vatnajökull). Wodospad został odkryty w 2007 roku w trakcie badań dokumentujących cofanie się lodowców. Prawdopodobnie istniał wcześniej, ale były schowany pod opadającym z krawędzi skalnej lodowcem.
Dostęp do wodospadu jest bardzo utrudniony.